# Margarida de Savoia (1589-1655)
Margarida de Savoia (italià: Margherita di Savoia)  (Torí, 28 d'abril de 1589 - Miranda de Ebro, 26 de juny de 1655) va ser una aristòcrata espanyola, duquessa de Màntua i de Montferrat i virreina de Portugal entre 1634 i 1640. Va ser filla de del duc Carles Manuel I de Savoia i de Caterina Micaela d'Àustria i neta de Felip II de Castella. Casada amb Francesc IV de Mòdena, va esdevenir duquessa de Màntua.
El 1633, ja vídua, va ser expulsada pels francesos i va anar a viure al Regne de Castella, on va ser nomenada virreina de Portugal. Durant la insurrecció de 1640, quan Portugal guanyà la seva independència, va intentar calmar els ànims del poble però el seu poder es col·lapsar aviat i va ser empresonada durant dos anys. Finalment se li va permetre tornar a Castella, on va morir el 1655.